# پیلیهودوگولا پاهالاگاما
پیلیهودوگولا پاهالاگاما (به لاتین: Pilihudugolla Pahalagama) یک منطقهٔ مسکونی در سری‌لانکا است که در استان مرکزی (سری‌لانکا) واقع شده‌است.